# 厚板表孔珊瑚
厚板表孔珊瑚（学名：Montipora incrassata）为軸孔珊瑚科表孔珊瑚屬下的一个种。